# Panehsy
Pour l’article ayant un titre homophone, voir Panéhésy.
Panehsy est « prophète d'Amenhotep Ier de la Cour de justice », sous le règne de Ramsès II.

## Sépulture
Panehsy est enterré dans la tombe TT16, dans la zone Dra Abou el-Naga de la nécropole thébaine.
Son tombeau est assez grossièrement taillé dans la roche, et le décor est pauvre.